# Курт Єнч
Карл Фрідріх Курт Єнч (нім. Karl Friedrich Kurt Jentsch) — німецький льотчик-ас, віцефельдфебель Імперської армії.

## Біографія
Учасник Першої світової війни. В 1916 році воював у складі 66-го льотного дивізіону і мав кілька успішних боїв проти британських та французьких літаків. Записи частини показують, що він мав мінімум 3 перемоги плюс 5 непідтверджених.
У 1917 році Єнч був направлений до Франції, де опинився в 1-й винищувальній ескадрильї, попередньо закінчивши підготовку в училищі винищувальної авіації в Готі. У складі 1-ї винищувальної ескадрильї він здобув одну перемогу. В серпні 1917 року Єнч залишив ескадрилью, перейшовши в 234-й льотний дивізіон, де літав на двомісних машинах, і, перебуваючи у його складі, здобув ще три перемоги.
Після короткої служби з 18 по 23 січня 1918 року в 5-й винищувальній ескадрильї Єнча перевели в 61-шу, 13 серпня — в 2 винищувальну ескадрилью, де 4 вересня був поранений у бою і більше не брав участі в бойових діях.
Всього за час бойових дій здобув 7 перемог, ще 7 залишились непідтвердженими.
Єнч пережив Першу світову війну і пізніше написав книгу «Льотчик-винищувач у вогні».